# Protaphis alexandrae
Protaphis alexandrae är en insektsart. Protaphis alexandrae ingår i släktet Protaphis och familjen långrörsbladlöss. Inga underarter finns listade i Catalogue of Life.